# Maxim Gullit
Maxim Gullit (* 20. Mai 2001) ist ein niederländischer Fußballspieler. Er spielte zuletzt beim SC Cambuur und ist ehemaliger niederländischer Nachwuchsnationalspieler.

## Karriere

### Verein
Maxim Gullit begann mit dem Fußballspielen beim Amsterdamsche Football Club und wechselte später in das Nachwuchsleistungszentrum des AZ Alkmaar. In der Saison 2017/18 kam er mit der B-Jugend in der Vorrunde der B-Junioren Eredivisie zu lediglich fünf Einsätzen, in der Endrunde, für die sich die U17 als Tabellenfünfter qualifiziert hatte, gehörte Gullit zu den Stammspielern und absolvierte 13 Spiele. Dabei beendete die B-Jugend von AZ Alkmaar die Saison als Tabellenvierter. Zur Saison 2018/19 stieg Gullit in die A-Jugend (U19) auf und kam in der Vorrunde der A-Junioren Eredivisie zu zwölf Einsätzen. Er qualifizierte sich mit der Mannschaft als Tabellensiebter für die Endrunde, in der er zu elf Einsätzen kam. Die Saison beendete die A-Jugend auf dem dritten Platz. Im niederländischen Pokal für A-Jugendmannschaften kam Gullit zu zwei Einsätzen und schied mit seiner Mannschaft im Achtelfinale gegen die Alterskollegen des FC Groningen aus.
Am 22. April 2019 debütierte Gullit im Alter von 17 Jahren in der zweiten niederländischen Liga für die Reservemannschaft, als er beim torlosen Unentschieden gegen den FC Twente eingewechselt wurde. Im Mai 2019 unterschrieb er einen Vertrag mit einer Laufzeit bis 2022. In den folgenden Jahren spielte er hauptsächlich in der zweiten Mannschaft des Vereins. Für die erste Mannschaft debütierte er im Oktober 2020 bei einem Europa-League-Spiel gegen HNK Rijeka in der Nachspielzeit eingewechselt wurde; im weiteren Verlauf der Saison gehörte er gelegentlich dem Spieltagskader der Mannschaft an, dies blieb jedoch sein einziger Pflichtspieleinsatz mit der Mannschaft.
Im August 2021 verpflichtete der Erstliga-Aufsteiger SC Cambuur Gullit und stattete ihn mit einem Zweijahresvertrag aus. Bis Februar 2022 kam er dort jeweils als Einwechselspieler auf insgesamt sieben Einsätze in der Eredivisie, ehe er aufgrund einer Verletzung den Rest der Saison sowie auch die anschließende Spielzeit 2022/23 komplett verpasste. Die Mannschaft stieg in seiner Abwesenheit im Sommer 2023 in die zweite Liga ab, woraufhin sein auslaufender Vertrag nicht verlängert wurde.

### Nationalmannschaft
Ende August 2019 wurde Gullit von Trainer Maarten Stekelenburg für Freundschaftsspiele gegen Italien und Portugal erstmals für die niederländische U19-Nationalmannschaft nominiert. Bis November 2019 bestritt er dort insgesamt sieben Spiele.

## Familie
Gullit ist der Sohn des ehemaligen niederländischen Nationalspielers Ruud Gullit und von Estelle Cruijff, einer Nichte von Johan Cruyff. 